# Bursinel
Bursinel est une commune suisse du canton de Vaud, située dans le district de Nyon.

## Géographie

Photo aérienne (1964)

Bursinel se situe au bord du lac Léman, dans la région de La Côte.

## Population

### Surnom
Les habitants de la commune sont surnommés les Tire-Osiers (soit les fabricants de paniers) ou les Tire-Bois-fumant (la clématite).

## Armoiries
Les armoiries de la commune sont celles de la famille de Sacconay légèrement modifiées. La famille de Sacconay étant aussi seigneur de Saconnex, expliquant pourquoi les armes des deux communes sont très proches.

## Monuments

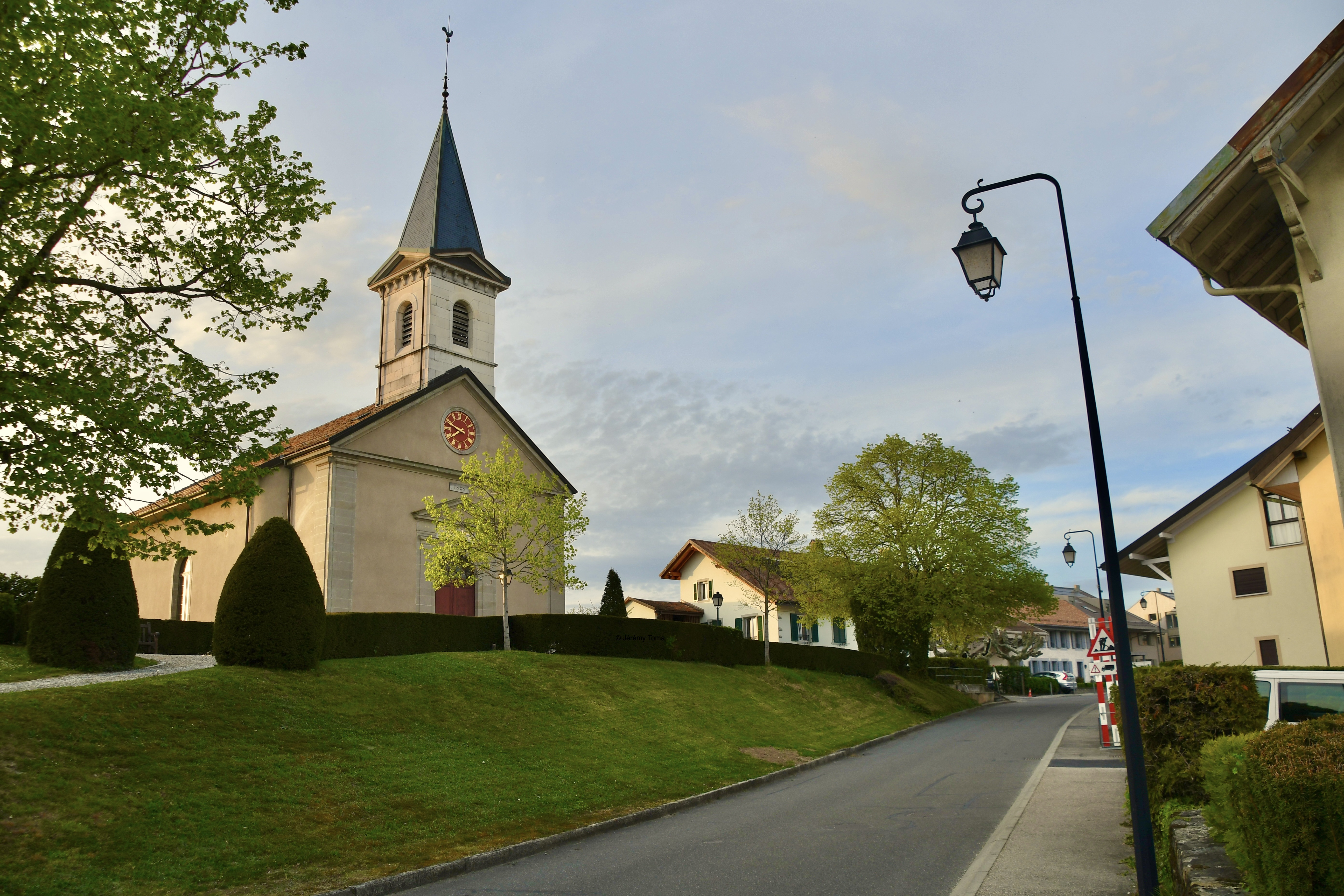
L'église et la Route du village.

La commune compte sur son territoire un château seigneurial et des maisons de maîtres importantes, notamment Oujonnet et Choisi [aussi Choisy].
Le château a ses origines au XIIIe siècle. Il est acquis en 1512 par Guillaume Maccard et, selon une tradition non établie, la confrérie des Chevaliers de la Cuiller se serait constituée à Bursinel en 1527. La forteresse a probablement été incendiée en 1530 par les Confédérés volant au secours de Genève. L'édifice passe en 1593 à la famille de Sacconay. Vers 1764, l'architecte lausannois Gabriel Delagrange élabore plusieurs projets de reconstruction intégrant une grosse tour médiévale ajourée d'une fenêtre à croisée de pierre, du XVe siècle. Les travaux de reconstruction du château ont lieu vers 1765-1770. Inscrit à l'inventaire cantonal du patrimoine en 1991.
Oujonnet. Ce toponyme remonte à la chartreuse d'Oujon, propriétaire de ces terres dès 1252. La maison est citée en 1269. Elle appartient dès 1788 à un ressortissant anglais, William-James Archer. Son fils John Archer la transforme vers 1823 dans le goût néoclassique, faisant appel peut-être  à l'architecte Jean-Pierre Noblet. Inscrit à l'inventaire cantonal du patrimoine en 1976.
Choisi (1825-1828) 
École de Saint-Bonnet À mi-chemin entre Dully et Bursinel, ce bâtiment scolaire a été bâti en 1838-1839 par les architectes Henri Perregaux et Achille de La Harpe.

## Divers
La gare de Gilly-Bursinel a été utilisée comme lieu de tournage du film Hélas pour moi, réalisé par Jean-Luc Godard.